# 1397 w polityce

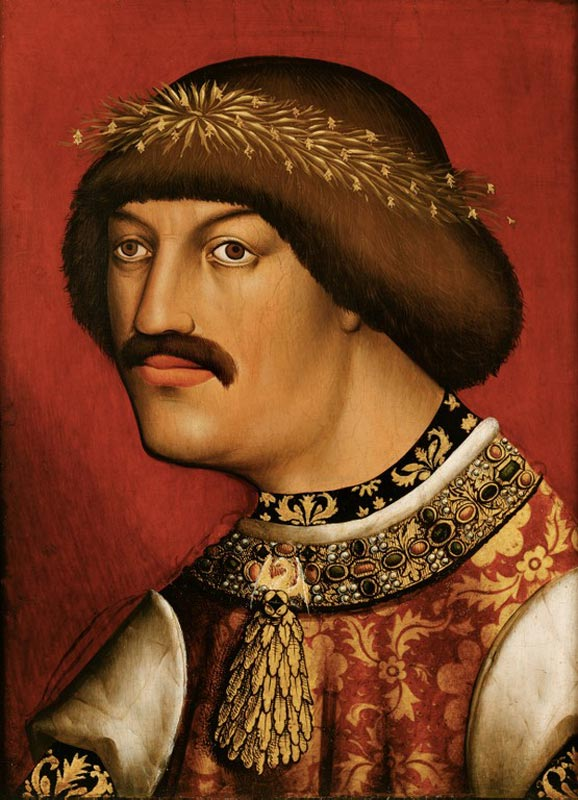
Albrecht II Habsburg

Wydarzenia polityczne w 1397 roku.

## Wydarzenia
- Zawarcie Unii kalmarskiej. Unia połączyła wszystkie państwa skandynawskie, Danię razem z Islandią, Norwegię i Szwecję wraz z Finlandią[1].

## Urodzili się
- 16 sierpnia Albrecht II Habsburg, król Niemiec[2].

## Zmarli
- (lub 1394) Skirgiełło, książę litewski[3].